# Johann II. von Nesle
Johann II. von Nesle (französisch: Jean II de Nesle; † 22. Dezember 1239) war ein Herr von Nesle und Burggraf von Brügge aus dem Haus Nesle. Er war ein Sohn von Johann I. von Nesle († 1197/1200) und der Elisabeth van Peteghem.
Johann war ein Teilnehmer des vierten Kreuzzuges und kommandierte dabei 1202 eine Flotte seines Lehnsherrn, Graf Balduin IX. von Flandern, um die Iberische Halbinsel zum Hafen von Marseille, wo er den Winter 1202/03 verbrachte. Dort nahm er die Ehefrau seines Grafen, Marie von Champagne, und den Grafen Guigues III. von Forez auf. Statt sich der Hauptflotte des Kreuzzuges anzuschließen, steuerte Johann direkt nach Palästina, das er im Frühling 1203 in Akkon erreichte. Während Graf Balduin an der Eroberung Konstantinopels 1204 teilnahm und darauf zum Kaiser ernannt wurde, kämpfte Johann gegen die Sarazenen im Heiligen Land. Im Jahr 1206 kehrte er in die flämische Heimat zurück.
In den folgenden Jahren avancierte Johann zum führenden Kopf der profranzösischen Fraktion unter den flämischen Baronen. Damit geriet er aber in Gegensatz zu Graf Ferrand, der eine Loslösung von der französischen Krone betrieb. Der Graf zog seine Besitzungen ein, worauf Johann an den königlichen Hof nach Paris zog. Für König Philipp II. August kämpfte er 1214 in der siegreichen Schlacht bei Bouvines, was ihm eine Rückkehr nach Flandern erlaubte. Dort hatte er aber nach wie vor aufgrund seiner Haltung einen schweren Stand unter den weiterhin antifranzösisch gesinnten Kräften, weshalb er sich dazu entschloss, dauerhaft an den königlichen Hof zu ziehen. Die Burggrafschaft Brügge verkaufte er 1234 an Gräfin Johanna I. von Flandern.
1226 begleitete er König Ludwig VIII. auf den Albigenserkreuzzug und nahm an der Krönung König Ludwigs IX. (Saint Louis) teil. 1234 geleitete er die Braut, Margarete von der Provence, aus ihrer Heimat nach Paris.
Johann war verheiratet mit Eustachie von Saint-Pol († vor 1241), einer Tochter des Grafen Hugo IV. von Saint-Pol. Mit ihr hatte er keine Kinder, weshalb ihn sein Neffe, Raoul I. de Clermont-Ailly (Haus Clermont), in Nesle beerbte. Johann hatte 1202 eine Zisterzienserabtei bei Paris (Abbaye-aux-Bois) gegründet, in der er nach seinem Tod bestattet wurde.
Johann II. von Nesle, oder auch sein gleichnamiger Vater, werden oft für den Trouvère Blondel de Nesle gehalten. Ihm selbst wurde der Prosaroman Perlesvaus (Perceval le gallois) gewidmet.

## Fußnote
1. ↑  Keith Busby, Roger Dalrymple: Arthurian Literature XXII (DS Brewer, 2005)

| Personendaten    | Personendaten                          |
| ---------------- | -------------------------------------- |
| NAME             | Johann II. von Nesle                   |
| KURZBESCHREIBUNG | Herr von Nesle und Burggraf von Brügge |
| GEBURTSDATUM     | 12. Jahrhundert                        |
| STERBEDATUM      | 22. Dezember 1239                      |